# Herbert J. Freudenberger
Herbert J. Freudenberger (Frankfurt am Main, 26 de novembro de 1926 — Nova Iorque, 29 de novembro de 1999) foi um psicólogo estadunidense nascido em Frankfurt, na Alemanha. Foi um dos primeiros a descobrir os sintomas de esgotamento profissional e levar a cabo um amplo estudo sobre a síndrome de burnout.
Em 1980, publicou um livro que trata sobre o esgotamento profissional. O livro tornou-se referência para aqueles interessados em estudar o bournout. A Associação Americana de Psicologia entregou-lhe uma medalha de ouro por ter contribuído durante sua vida à psicologia, em 1999.